# 绿藻病毒ATCV-1
绿藻病毒刺胞虫病毒1（英語：Acanthocystis turfacea chlorella virus 1），也叫作绿藻病毒ATCV-1（英語：Chlorovirus ATCV-1）或小球藻病毒ATCV-1（英語：Chlorella virus ATCV-1），是一种巨型双链DNA病毒。通常发现于淡水藻类之中，但已被发现可以感染人类。在人类鼻粘膜中曾分离出ATCV-1的DNA。在人类和其他哺乳动物当中，ATCV-1感染与较低的认知和运动技能相关联，能夠影響人大腦學習和記憶區，導致變得較不活躍。